# Proizd
Koordinati:   42°59′08″N, 16°37′02″E
Proizd je majhen  otoček v Jadranskem morju (Hrvaška).
Proizd leži okoli 0,5 km zahodno od skrajnega zahodnega dela Korčule, od katerga ga deli preliv Batala. Na otočku, ki meri 0,632 km², stoji na rtu Prozid svetilnik. Dolžina obalnega pasu je 4,91 km. Najvišji vrh doseže višino 23 mnm.
V zalivu Perna na jugu otočka je nudistična plaža, sidrišče in restavracija. Globina morja na sidrišču je od 6 do 10 m.
Iz pomorske karte je razvidno, da svetilnik oddaja svetlobni signal: B Bl 3s. Nazivni domet svetilnika je 11 milj.